# 피스톤 필러
피스톤 필러(영어: Piston Filler)는 만년필에서 만년필 배럴 자체를 거대한 컨버터로 사용하여 잉크를 채우는 방식이다. 1900년대~1920년대에 펠리칸에서 상용화했으며, 주로 몽블랑, 펠리칸 만년필에서 자주 쓰는 방식이다.